# Người hùng điên rồ
Người hùng điên rồ (tiếng Hàn: 배드 앤 크레이지; Romaja: Baedeu aen Keureiji; còn được biết đến với tên tiếng Anh: Bad and Crazy) là bộ phim truyền hình Hàn Quốc. Do Yoo Seon-dong đạo diễn và đồng sản xuất bởi Studio Dragon và Mink Entertainment với sự tham gia của Lee Dong-wook, Wi Ha-joon, Han Ji-eun và Cha Hak-yeon trong các vai chính. Bộ phim gốc iQIYI này mô tả câu chuyện về những thám tử 'bad and crazy', những người chiến đấu chống lại sự tham nhũng của cảnh sát. Phim được phát sóng từ ngày 17 tháng 12, 2021 đến ngày 28 tháng 1, 2022 trên tvN & iQIYI vào thứ Sáu và thứ Bảy hàng tuần lúc 22:40 (KST).

## Tóm tắt
Câu chuyện kể về một thám tử tham nhũng nhưng thực dụng, người có tính cách khác biệt, nuôi dưỡng ý thức công lý. Soo-yeol (Lee Dong-wook) làm cảnh sát. Anh có năng lực trong công việc của mình, nhưng anh ta cũng có vấn đề về đạo đức. Anh sẽ làm bất cứ điều gì để đạt được thành công. Do tính cách đầy tham vọng, anh đã được thăng chức trong một thời gian ngắn. Cuộc sống êm đềm của anh bỗng chốc thay đổi với sự xuất hiện của K (Wi Ha-joon). K là một người chính trực, nhưng cũng là một kẻ điên. Bất cứ khi nào phải đối mặt với sự bất công, anh đối diện với nó bằng một nắm đấm. Anh ước mơ trở thành một anh hùng. Trong khi đó, Lee Hee-kyum (Han Ji-eun) là trung úy cảnh sát thuộc đội ma túy tại Sở cảnh sát Mooui. Cô cũng là một người chính trực và nhiệt tình với công việc của mình. Su-yeol có bạn gái cũ cũng là cảnh sát và cả K và Su-yeol đều yêu cô ấy.

## Diễn viên

### Diễn viên chính
- Lee Dong-wook vai Ryu Soo-yeol/In Jae-hui[2]
- Wi Ha-joon vai K[3]
- Han Ji-eun vai Lee Hui-gyeom[4]
- Cha Hak-yeon vai Oh Kyeong-tae[5]

### Diễn viên phụ

#### Cơ quan cảnh sát Munyang
Phòng điều tra chống tham nhũng
- Sung Ji-ru  vai Bong-pil[6]
- Cha Si-won vai Jae-seon[7]

Phòng điều tra tội phạm về ma túy
- Lee Hwa-ryong vai Gye-sik
- Shin Joo-hwan vai Heo Jong-goo
- Jo Dong-in vai Chan-ki Jeong
- Lee Sang-hong vai Do In-beom[8]

#### Tổ chức ma tuý
- Kim Hieo-ra vai Brave Chief[9]
- Won Hyun-jun vai Andrei[10]

### Khác
- Lee Joo-hyeon vai Min-su [11]
- Kang Ae-shim vai Seung-suk
- Kim Dae-gon vai Dong-yeol[12]
- Lim Ki-hong vai Yoo-gon
- Nam Woo-joo vai Hyeon-soo[13]
- Park Se-joon vai Nam Seok-nam[14]
- Jung Sung-il vai Shin Joo-hyuk/Jeong Yun-ho, một nhà trị liệu của một trung tâm thanh thiếu niên, và là người thao túng Soo-yeol từ khi còn nhỏ.[15]
- Jung Yoon-seok vai Jeong Yun-ho tuổi teen.[16]
- Park Ji-hong vai Susan, người đứng đầu một tổ chức tội phạm do Cảnh sát trưởng Masa đứng đầu, mặc dù anh ta là một công nhân nước ngoài. Anh nói tiếng Hàn ở trình độ cao một cách thoải mái.[17]

### Xuất hiện đặc biệt
- Park Seo-yeon vai Baek Young-joo (tập 8)[18]
- Yang Dae-hyuk vai Park Seong-gwan[19]
- Kim Seon-hwa vai Bác sĩ Hong[20]

## Nhạc phim gốc

### Phần 1
| Phát hành vào 25 tháng 12, 2021 | Phát hành vào 25 tháng 12, 2021 | Phát hành vào 25 tháng 12, 2021        | Phát hành vào 25 tháng 12, 2021            | Phát hành vào 25 tháng 12, 2021 | Phát hành vào 25 tháng 12, 2021 |
| STT                             | Nhan đề                         | Phổ lời                                | Phổ nhạc                                   | Nghệ sĩ                         | Thời lượng                      |
| ------------------------------- | ------------------------------- | -------------------------------------- | ------------------------------------------ | ------------------------------- | ------------------------------- |
| 1.                              | "Bulldozer" (불도저)            | Don Mills, Taeyoung Kim, Bayside Pablo | Kim Tae-young, Bayside Pablo, Byun Ji-hwan | Don Mills                       | 2:55                            |
| 2.                              | "Bulldozer" (instrumental)      |                                        | Kim Tae-young, Bayside Pablo, Byun Ji-hwan |                                 | 2:55                            |

### Phần 2
| Phát hành vào 31 tháng 12, 2021 | Phát hành vào 31 tháng 12, 2021 | Phát hành vào 31 tháng 12, 2021 | Phát hành vào 31 tháng 12, 2021 | Phát hành vào 31 tháng 12, 2021 | Phát hành vào 31 tháng 12, 2021 |
| STT                             | Nhan đề                         | Phổ lời                         | Phổ nhạc                        | Nghệ sĩ                         | Thời lượng                      |
| ------------------------------- | ------------------------------- | ------------------------------- | ------------------------------- | ------------------------------- | ------------------------------- |
| 1.                              | "BUMP!"                         | IKEK(FAB), G2                   | IKEK(FAB), Scholarship, G2      | G2 (G2), Scholarship            | 2:54                            |
| 2.                              | "BUMP!" (instrumental)          |                                 |                                 |                                 | 2:54                            |

### Part 3
| Phát hành vào 8 tháng 1, 2022 | Phát hành vào 8 tháng 1, 2022  | Phát hành vào 8 tháng 1, 2022 | Phát hành vào 8 tháng 1, 2022 | Phát hành vào 8 tháng 1, 2022 | Phát hành vào 8 tháng 1, 2022 |
| STT                           | Nhan đề                        | Phổ lời                       | Phổ nhạc                      | Nghệ sĩ                       | Thời lượng                    |
| ----------------------------- | ------------------------------ | ----------------------------- | ----------------------------- | ----------------------------- | ----------------------------- |
| 1.                            | "Out of My Way"                | Jayins, Naiv                  | Jayins, Naiv                  | Vincent (Crackshot)           | 2:41                          |
| 2.                            | "Out of My Way" (instrumental) |                               |                               |                               | 2:41                          |

### Part 4
| Phát hành vào 15 tháng 1, 2022 | Phát hành vào 15 tháng 1, 2022 | Phát hành vào 15 tháng 1, 2022 | Phát hành vào 15 tháng 1, 2022 | Phát hành vào 15 tháng 1, 2022 | Phát hành vào 15 tháng 1, 2022 |
| STT                            | Nhan đề                        | Phổ lời                        | Phổ nhạc                       | Nghệ sĩ                        | Thời lượng                     |
| ------------------------------ | ------------------------------ | ------------------------------ | ------------------------------ | ------------------------------ | ------------------------------ |
| 1.                             | "Present"                      | Lee Seongju                    | Lee Seongju                    | Song Yerin                     | 3:36                           |
| 2.                             | "Present" (instrumental)       |                                | Lee Seongju                    |                                | 3:36                           |

## Đón nhận

### Lượng người xem
| Mùa | Mùa | Số tập | Số tập | Số tập | Số tập | Số tập | Số tập | Số tập | Số tập | Số tập | Số tập | Số tập | Số tập | Trung bình |
| Mùa | Mùa | 1      | 2      | 3      | 4      | 5      | 6      | 7      | 8      | 9      | 10     | 11     | 12     | Trung bình |
| --- | --- | ------ | ------ | ------ | ------ | ------ | ------ | ------ | ------ | ------ | ------ | ------ | ------ | ---------- |
|     | 1   | 1086   | 947    | 1059   | 875    | 852    | 740    | 934    | 854    | TBD    | 724    | 633    | 757    | TBD        |

| Tập | Ngày phát sóng    | Tỷ lệ khán giả trung bình (Nielsen Korea) | Tỷ lệ khán giả trung bình (Nielsen Korea) |
| Tập | Ngày phát sóng    | Toàn quốc                                 | Seoul                                     |
| --- | ----------------- | ----------------------------------------- | ----------------------------------------- |
| 1 | 17 tháng 12, 2021 | 4.473% (1st)                              | 4.769% (1st)                              |
| 2 | 18 tháng 12, 2021 | 3.686% (2nd)                              | 4.202% (2nd)                              |
| 3 | 24 tháng 12, 2021 | 3.747% (1st)                              | 4.325% (1st)                              |
| 4 | 25 tháng 12, 2021 | 3.134% (2nd)                              | 3.579% (2nd)                              |
| 5 | 31 tháng 12, 2021 | 3.398% (1st)                              | 3.683% (1st)                              |
| 6 | 1 tháng 1, 2022   | 2.617% (3rd)                              | 3.032% (3rd)                              |
| 7 | 7 tháng 1, 2022   | 3.477% (1st)                              | 3.619% (1st)                              |
| 8 | 8 tháng 1, 2022   | 3.098% (2nd)                              | 3.521% (2nd)                              |
| 9 | 14 tháng 1, 2022  | 3.389% (1st)                              |                                           |
| 10 | 21 tháng 1, 2022  | 2.811% (2nd)                              | 3.106% (1st)                              |
| 11 | 22 tháng 1, 2022  | 2.390% (3rd)                              | 2.825% (2nd)                              |
| 12 | 28 tháng 1, 2022  | 2.841% (1st)                              | 2.830% (1st)                              |
| Trung bình | Trung bình        | 3.255%                                    | —                                         |
| - Trong bảng trên, số màu xanh chỉ tỷ lệ người xem thấp nhất và số màu đỏ chỉ tỷ lệ người xem cao nhất. - Bộ phim này được phát sóng trên kênh truyền hình cáp/truyền hình trả phí thường có lượng khán giả tương đối ít hơn so với các đài truyền hình công cộng/truyền hình miễn phí (KBS, SBS, MBC và EBS). |                   |                                           |                                           |